# Beerbongs & Bentleys
Beerbongs & Bentleys (estilizado como beerbongs & bentleys) é o segundo álbum de estúdio do rapper americano Post Malone. Seu lançamento ocorreu em 27 de abril de 2018, através da Republic Records. O álbum conta com a participação de Swae Lee, 21 Savage, Ty Dolla Sign, Nicki Minaj, G-Eazy e YG. Para sua promoção, foram lançados cinco singles: "Rockstar", "Candy Paint", "Psycho", "Ball for Me" e "Better Now".
De maneira geral, Beerbongs & Bentleys recebeu avaliação mista da crítica especializada. Em contrapartida, angariou sucesso comercial, estreando na primeira posição da Billboard 200 com 461.000 cópias equivalentes, incluindo 153.000 puras. O álbum, portanto, recebeu a certificação de platina pela Recording Industry Association of America (RIAA). Mais tarde, a RIAA acabou por lhe atribuir o certificado de dupla platina.
Beerbongs & Bentleys está nomeado para o Grammy de 2019, na categoria de Álbum do Ano.

## Singles
O primeiro single principal do álbum, "Rockstar", que conta com a participação do rapper 21 Savage, foi lançado nas plataformas de download digital em 15 de setembro de 2017. Em 26 de setembro de 2017, a canção foi enviada às rádios de formato contemporary hit radio e rhythmic contemporary. Devido ao grande desempenho na semana de lançamento, o single alcançou a primeira posição da Billboard Hot 100, dos Estados Unidos "Rockstar" alcançou o nº 56 da contagem anual da Hot 100 de 2017 e o nº 5 da mesma contagem de 2018.
O segundo single do álbum, "Candy Paint", foi lançado em 20 de outubro de 2017. Por conseguinte, a canção - que também faz parte da trilha do filme The Fate of the Furious (2017), alcançou a 34º posição na Billboard Hot 100. Na tabela do ano de 2018 da principal parada de faixas musicais da Nova Zelândia, "Candy Paint" ficou no 31º lugar.
O terceiro single do álbum, "Psycho", que conta com a participação do rapper Ty Dolla Sign, foi lançado nas plataformas digitais em 23 de fevereiro de 2018. Em 27 de fevereiro de 2018, a canção foi enviada às rádios. "Psycho" foi o segundo single de Post Malone a alcançar a primeira posição na Billboard Hot 100. "Psycho" acabou por figurar no top 10 do ano de 2018 dos EUA (nº 6), Canadá (nº 8) e Nova Zelândia (nº 4).
"Ball for Me", uma colaboração com a rapper Nicki Minaj, foi enviada às rádios em 8 de maio de 2018, como o quarto single oficial do álbum. A canção alcançou o nº 16 na Billboard Hot 100 e entrou no top 20 da Austrália, Canadá e Eslováquia.
O último single de beerbongs & bentleys foi "Better Now", que alcançou o nº 3 nos EUA e o nº 1 na Eslováquia, Nova Zelândia, Noruega e Suécia. Nas contagens de fim de ano de 2018, "Better Now" representa o 3º single de Post Malone no top 15 do ano da Billboard Hot 100, tendo ficado no nº 13. Nas contagens finais de 2018, "Better Now" ficou no nº 12 na Nova Zelândia, nº 14 no Canadá e nº 35 na Alemanha.

## Recepção da crítica
| Críticas profissionais | Críticas profissionais |
| Pontuações agregadas   | Pontuações agregadas   |
| Fonte                  | Avaliação              |
| ---------------------- | ---------------------- |
| Metacritic             | 51/100                 |
| Avaliações da crítica  |                        |
| Fonte                  | Avaliação              |
| AnyDecentMusic?        | 4.8/10                 |
| AllMusic               | [ 17 ]                 |
| Consequence of Sound   | C–                     |
| Exclaim!               | 8/10                   |
| The Guardian           | [ 20 ]                 |
| HotNewHipHop           | 70%                    |
| NME                    | [ 22 ]                 |
| Pitchfork              | 5.6/10                 |
| Rolling Stone          | 2.8/5                  |
| Sputnikmusic           | [ 25 ]                 |
| The Times              | [ 26 ]                 |

Beerbongs & Bentleys recebeu aclamação mista da crítica especializada, sendo o álbum mais aclamado de Post Malone até o momento. No Metacritic, portal cuja assinalação é baseada em uma nota de 0 a 100, deu ao álbum uma classificação de 51 pontos, baseada em nove avaliações.  Alex Petridis, do jornal The Guardian, elogiou os ganchos, a voz de Malone e a produção do álbum, mas criticou o letrismo de Malone, dizendo: "Durante um período de tempo prolongado, há uma escassez de ideias originais no álbum, além da sensação de que ele não tem praticamente nada a dizer para si mesmo; tudo que está presente ecoa o que já foi dito muitas vezes com mais habilidade, inteligência e impacto."
Larry Bartleet, da revista britânica NME, descreveu o álbum como "vândalo e vazio de emoções", concluindo que Beerbongs & Bentleys é "mais um moodboard do que um álbum com algo a dizer e suas 18 faixas são homogêneas e aparentemente projetadas apenas para gerar streams." Daniela Campos, da publicação canadense Exclaim!, escreveu que o álbum denota "o foco no modo de vida de um rapper de estilo rockstar que está sendo empurrado para frente para ser decifrado pelo público."
Andrew Unterberger, da Billboard, comentou: "O álbum não lança vertentes diferentes aos ouvintes para justificar sua grande duração, levando a uma inevitável queda no segundo tempo, mas, em alguns momentos, as faixas fazem com que Malone entenda seus limites musicais para um efeito promissor." Numa avaliação feita para a renomada Pitchfork, Evan Rytlewski conclui: "[Beerbongs & Bentleys] faz um jogo com a maior força de Post: seus instintos melódicos. Os melhores ganchos são afinados e abafados que atingem diretamente a parte central de prazer do ouvido. [...] Em contrapartida, o humor singular e soturno de Post desgasta e satura depois de muito tempo."
Nas contagens de melhores álbuns de 2018, a Complex colocou Beerbongs & Bentleys no nº 23 posto, a Billboard  no 38º e a Uproxx no 40º.
Apesar do sucesso comercial, "Pyscho" foi considerada a pior música de 2018 pela Time, tendo a faixa sido descrita como "o nº 1 mais embaraçoso do ano" e que "Post Malone provou que tudo o que uma canção precisa para alcançar enorme popularidade são políticas de gênero retrógradas traduzidas em calão de terceira categoria".

## Desempenho comercial
No primeiro dia de lançamento nos Estados Unidos, Beerbongs & Bentleys quebrou recordes de streaming no Spotify. O álbum conseguiu 47,9 milhões de streams nos Estados Unidos e 78.744.000 streams a nível global no espaço de 24 horas depois do respectivo lançamento. Projetou-se inicialmente uma estreia de 460.000 cópias equivalentes a álbuns de Beerbongs & Bentleys, mas o mesmo alcançou a primeira posição da Billboard 200 com 461.000 cópias equivalentes, sendo 153.000 dessas cópias relativas a vendas de álbuns em termos tradicionais. Ao alcançar este feito, o álbum registrou a maior semana de permanência do ano e a maior semana de streaming até então, com 431,3 milhões de streams nos EUA, ultrapassando o recorde anterior de Drake, com o álbum More Life (2017), que começou com 384,8 milhões de reproduções totais. Na segunda semana de lançamento, Beerbongs & Bentleys alcançou 193.000 vendas equivalentes, das quais 24.000 eram álbuns em termos tradicionais, elevando o álbum para um total de 663.000 cópias equivalentes.
Em 30 de abril de 2018, o álbum recebeu a certificação de platina pela Recording Industry Association of America (RIAA), com vendas combinadas, devido à marca de 1 milhão de cópias vendidas nos Estados Unidos. Com nove canções no top 20, em 12 de maio de 2018, o álbum quebrou o recorde de mais entradas simultâneas na Billboard Hot 100, ultrapassando os registros anteriores da banda The Beatles e do rapper J. Cole. The Beatles manteve o recorde por 54 anos, após colocar seis canções no top 20 da parada em 1964. J. Cole, portanto, alcançou o mesmo feito em 5 de maio de 2018. Malone quebrou o recorde de mais entradas no simultâneas no top 40 da mesma parada com 14 canções. À data de dezembro de 2018, Beerbongs & Bentleys já havia recebido a distinção de dupla platina nos EUA, sendo que já foram vendidas mais de 3 milhões de cópias equivalentes do álbum, sendo que haviam contribuído para esse número as vendas de mais de 343 mil álbuns em termos tradicionais.
No Reino Unido, o álbum Beerbongs & Bentleys estreou na primeira posição, contabilizando 46.000 cópias equivalentes na primeira semana, 11.000 das quais se traduziram em cópias de álbuns em termos tradicionais. O feito deu a  Malone a terceira maior estreia em streams para um álbum no país.

## Lista de faixas
As informações abaixo foram retiradas do site oficial do artista, do Tidal e da gravadora BMI.
| N.º            | Título                           | Compositor(es)                                                                                | Produtor(es)                                                        | Duração |  |
| 1.             | "Paranoid"                       | Austin Post, Idan Kalai, Louis Bell, Billy Walsh                                              | Cashio, Blueysport[A], Bell[B]                                      | 3:44    |  |
| 2.             | "Spoil My Night" (com Swae Lee)  | Post, Khalif Brown, Adam Feeney, Teddy Walton, Bell                                           | Frank Dukes, Walton                                                 | 3:27    |  |
| 3.             | "Rich & Sad"                     | Post, Feeney, Walsh, Bell                                                                     | Frank Dukes                                                         | 3:23    |  |
| 4.             | "Zack and Codeine"               | Post, Scott Storch, Diego Ave                                                                 | Storch, Ave[A], Leon "RoccStar" Youngblood, Jr.[A], Tariq Bright[B] | 3:23    |  |
| 5.             | "Takin' Shots"                   | Post, Jahron Brathwaite, Bell, David Hughes, Walsh                                            | Bell, Prep Bijan, PartyNextDoor[A]                                  | 3:37    |  |
| 6.             | "Rockstar" (com 21 Savage)       | Post, Shéyaa Abraham-Joseph, Olufunmibi Awoshiley, Bell, Jo-Vaughn Virginie[C], Carl Rosen[C] | Tank God, Bell                                                      | 3:39    |  |
| 7.             | "Over Now"                       | Post, Andrew Watt, Bell, Tommy Lee                                                            | Post Malone, Watt, Bell                                             | 4:07    |  |
| 8.             | "Psycho" (com Ty Dolla Sign)     | Post, Tyrone Griffin, Jr., Bell, Rosen[C]                                                     | Post Malone, Bell                                                   | 3:41    |  |
| 9.             | "Better Now"                     | Post, Bell, Feeney, Walsh                                                                     | Frank Dukes, Bell                                                   | 3:50    |  |
| 10.            | "Ball for Me" (com Nicki Minaj)  | Post, Onika Maraj, Bell                                                                       | Bell                                                                | 3:27    |  |
| 11.            | "Otherside"                      | Post, Bell                                                                                    | Post Malone, Bell                                                   | 3:48    |  |
| 12.            | "Stay"                           | Post, Watt, Bell                                                                              | Watt, Post Malone                                                   | 3:28    |  |
| 13.            | "Blame It on Me"                 | Post, Bell                                                                                    | Post Malone, Bell                                                   | 4:22    |  |
| 14.            | "Same Bitches" (com G-Eazy e YG) | Post, Jonathan Whitfield, Gerald Gillum, Keenon Jackson, Bell, Walsh, Kalai, Rod Argent       | Swish, Cashio[B]                                                    | 3:31    |  |
| 15.            | "Jonestown" (Interlude)          | Post, Bell, Te Whiti Warbrick, Nick Audino, Lewis Hughes                                      | Post Malone, Bell, Twice as Nice[B]                                 | 1:51    |  |
| 16.            | "92 Explorer"                    | Post, London Holmes, Bell, Aubrey Robinson, Kendall Roark Bailey, Jaison Harris               | London on da Track, Robinson, Roark Bailey                          | 3:32    |  |
| 17.            | "Candy Paint"                    | Post, Bell                                                                                    | Post Malone, Bell                                                   | 3:49    |  |
| 18.            | "Sugar Wraith"                   | Post, Bell                                                                                    | Post Malone, Bell                                                   | 3:47    |  |
| Duração total: | Duração total:                   | Duração total:                                                                                | Duração total:                                                      | 64:26   |  |

Notas
A  - denota produtores
B  - denota co-produtores
C  - denota compositores não creditados
- "Rockstar" é estilizado em letras minúsculas
- "Takin' Shots" contém vocais de apoio do rapper PartyNextDoor
- "Stay" contém vocais de apoio do produtor Andrew Watt

Créditos de demonstração
- "Same Bitches" contém excertos de "Time of the Season", escrita por Rod Argent.
- "92 Explorer" contém excertos de "Money Counter", escrita por Jaison Harris.

## Equipe e colaboradores
Os créditos apresentados foram retirados do site oficial do artista.
Músicos
- Austin Post – violão (faixas 7, 12)
- Andrew Watt – violão, baixo (faixas 7, 12), teclados (faixa 7)
- Tommy Lee – drums (faixa 7)
- Louis Bell – programação, teclados (faixa 7)
- Twice as Nice – programação (faixa 15)

Technical
- Louis Bell – gravação (faixas 1–11, 13, 15–18), produção vocal (todas as faixas)
- Ethan Stevens – gravação (faixa 6)
- Lorenzo Cardona – gravação (faixa 6)
- Jonathan Whitfield – gravação (faixa 14)
- Roark Bailey – gravação (faixa 16)
- Manny Marroquin – mixagem (faixas 1, 2, 4–11, 13, 14 16, 18)
- David Nakaji – mixagem (faixas 3, 15)
- Spike Stent – mixagem (faixa 12)
- Joe Fitz – mixagem (faixa 17)
- Chris Galland – assistência de mixagem (faixas 1, 2, 4–11, 13, 14, 16, 18)
- Robin Florent – assistência de mixagem (faixas 1, 2, 4–11, 13, 14, 16, 18)
- Scott Desmarais – assistência de mixagem (faixas 1, 2, 4–11, 13, 14, 16, 18)
- Mike Bozzi – masterização (todas as faixas)

## Desempenho nas tabelas musicais
| Tabela musical (2018)                   | Melhor posição |
| --------------------------------------- | -------------- |
| Austrália (ARIA)                        | 1              |
| Áustria (Ö3 Austria Top 40)             | 2              |
| Bélgica (Ultratop Flandres)             | 1              |
| Bélgica (Ultratop Valônia)              | 9              |
| Canadá (Billboard)                      | 1              |
| República Tcheca (ČNS IFPI)             | 2              |
| Dinamarca (Hitlisten)                   | 1              |
| Países Baixos (Dutch Charts)            | 1              |
| Finlândia (Suomen virallinen lista)     | 1              |
| Alemanha (Offizielle Deutsche Charts)   | 4              |
| Irlanda (IRMA)                          | 1              |
| Itália (FIMI)                           | 6              |
| Nova Zelândia (RMNZ)                    | 1              |
| Noruega (VG-lista)                      | 1              |
| Portugal (AFP)                          | 33             |
| Escócia (Official Scottish Albums)      | 6              |
| Suíça (Schweizer Hitparade)             | 3              |
| Reino Unido (Official Albums Chart)     | 1              |
| Estados Unidos (Billboard 200)          | 1              |
| Estados Unidos (Top R&B/Hip Hop Albums) | 1              |

| Tabela (2018)                     | Posição |
| --------------------------------- | ------- |
| Alemanha (Offizielle Top 100)     | 62      |
| Bélgica (Ultratop Flandres)       | 17      |
| Bélgica (Ultratop Valônia)        | 112     |
| Canadá (Billboard)                | 3       |
| Estados Unidos Billboard Hot 100  | 3       |
| Nova Zelândia (Recorded Music NZ) | 4       |

## Certificações
| País | Certificação | Unidades certificadas/Vendas |
| --- | ------------ | ---------------------------- |
| Austrália (ARIA) | Platina      | 70.000^                      |
| Brasil (Pró-Música Brasil) | Platina      | 40.000*                      |
| Canadá (Music Canada) | 4× Platina   | 320.000^                     |
| Dinamarca (IFPI Dinamarca) | 2× Platina   | 40.000^                      |
| Estados Unidos (RIAA) | 2× Platina   | 152.000‡                     |
| França (SNEP) | Ouro         | 50.000*                      |
| Itália (FIMI) | Ouro         | 25.000*                      |
| México (AMPROFON) | Ouro         | 30.000^                      |
| Nova Zelândia (RMNZ) | 3× Platina   | 45.000^                      |
| Noruega (IFPI Noruega) | 3× Platina   | 90.000^                      |
| Reino Unido (BPI) | Ouro         | 152.000                      |
| *certificação baseada em vendas ^certificação baseada em envios de unidades de venda para plataformas comerciais ‡certificação baseada em vendas e reproduções nos serviços de streaming |              |                              |

## Histórico de lançamento
| Região | Data                | Formato             | Gravadora | Ref.          |
| ------ | ------------------- | ------------------- | --------- | ------------- |
| Mundo  | 27 de abril de 2018 | CD download digital | Republic  | [ 62 ] [ 37 ] |